# Любомир Карталев
Любомир или Любен Сотиров Карталев (на сръбски: Љубомир Картаљевић), известен като Любо Карталев – Сърбина, е български и югославски комунистически деец от Пирот.

## Биография
Роден на 22 януари 1900 г. в гр. Пирот, в тогавашното Кралство Сърбия в семейството на Сотир Карталев. Дезертира от сръбската армия след Първата световна война и заминава за София. В българската столица се установява на ул. „Враня“, сключва брак, започва да се занимава с обущарство, като отваря своя работилница.
В годините на Втората световна война Пирот се намира в границите на Царство България. По това време Карталев е вече сътрудник на ЦК на БКП и започва често да посещава града, за да влезе в контакт с местни левичари. Българската полиция тръгва по следите на членове на РМС там. В резултат на разследването започва т.нар. Пиротски процес. Аферата се разраства, а сред арестуваните е и Карталев, който признава за ролята си на лице за свръзка между ЦК на БКП и ЮКП. Карталев оказвал материална подкрепа на местни левичари, а в миналото вече участвал в конспиративни дейности с Марко Добрев (от поповското с. Горица в Североизточна България), друг ключов подсъдим от процеса в Пирот и секретар на ОК на РМС в София. Военният съд осъжда и двамата на смърт. Присъдата на Карталев е изпълнена на 22 декември 1942 г. в София, а на Добрев – отново там в началото на 1943 г.

## Карталеви
Карталеви се смятат за кореняци стари жители на Пирот. Любомир е единствен известен представител на рода, преселил се в България. Там той се жени за Цветана Карталева, а от брака им през 1926 г. се ражда художникът-плакатист Димитър Карталев, който живее в българската столица до смъртта си през 2003 г. Братът на Любомир – Добривой Карталев, роден вероятно през 1902 г., също обущар и известен с прякора Душко Пужа, загива през 1943 г. като политкомисар на партизанска чета при сблъсък с гранична стража от Недичева Сърбия при Бела Паланка. Любомир Карталев е идеологически еднакво приемлив за властите в Социалистическа федеративна република Югославия и Народна република България. Така например обувна фабрика в Пирот, и вече преименувана улица в София, биват кръстени на него.